# エノシタビン
エノシタビン（Enocitabine）は、ピリミジン塩基アナログの抗がん剤の一つである。シタラビンにベヘノイル基（CH3-(CH2)20-CO-）がアミド結合している。白血病の治療に用いられる。2009年3月に日本で承認された:表紙。

## 効能・効果
- 急性白血病
- 慢性白血病の急性転化

## 副作用
重大な副作用は、
- ショック（0.4%）
- 重篤な過敏症（0.1%）

胸部圧迫感、発疹、皮膚の潮紅等
- 血液障害

汎血球減少、白血球減少、血小板減少、貧血、巨赤芽球様細胞
とされている。
10%以上に、食欲不振、悪心・嘔吐、ビリルビン上昇、AST(GOT)上昇、ALT(GPT)上昇、Al-P上昇、発熱が現れる。

## 作用機序
肝臓、脾臓、腎臓、白血病細胞でシタラビンに代謝されてDNA合成を阻害する。

## 薬物動態
血管内投与後の血漿中エノシタビンの半減期は二相性を示し、第一相で0.37±0.25時間、第二相で5.3±4.8時間であり、シタラビンの第一相：10～20分、第二相：2～3時間の2倍程度に延長されている。また、血球中エノシタビン濃度の半減期は血漿中よりも長く、24時間後の血球中濃度は血漿中濃度の約10倍となった:15。
シタラビンを分解するシチジン脱アミノ酵素で分解されない:13。

## 参考資料
1. 1 2 3  “サンラビン点滴静注用150mg／ サンラビン点滴静注用200mg／ サンラビン点滴静注用250mg インタビューフォーム”. www.info.pmda.go.jp. 2022年1月10日閲覧。
2. 1 2 3  “サンラビン点滴静注用150mg／ サンラビン点滴静注用200mg／ サンラビン点滴静注用250mg 添付文書”. www.info.pmda.go.jp. 2022年1月10日閲覧。
3. ↑  “キロサイド注20mg／キロサイド注40mg／キロサイド注60mg／キロサイド注100mg／キロサイド注200mg 添付文書”. www.info.pmda.go.jp. 2022年1月10日閲覧。